# Оммере
Оммере́ (фр. Ommeray) — коммуна на северо-востоке Франции, регион Гранд-Эст (бывший Эльзас — Шампань — Арденны — Лотарингия), департамент Мозель. Относится к кантону Вик-сюр-Сей.

## Географическое положение
Оммере расположен в 60 км к юго-востоку от Меца. Соседние коммуны: Доннле на севере, Бурдонне на востоке, Ксюр на юго-западе, Монкур на западе, Ле на северо-западе.
Оммере расположен на юге департамента Мозель в естественно-историческом регионе Сольнуа и входит в Региональный природный парк Лотарингии. Озеро в окрестностях деревни является истоком Нар, притока реки Сей.

## История
- Следы первобытной и галло-романской культур.
- Бывший епископский домен, феод епископата Меца. Входил в бальяж Вик.
- Озеро у Оммере служило перевалочным пунктом соледобывающих предприятий Муайянвика и Лагара благодаря каналу, соединённому с рекой Нар.
- После Французской революции 1790 года деревня входила в кантон Бурдонне, а с 1801 — в кантон Вик-сюр-Сей.
- В 1871 году Оммере по франкфуртскому договору отошёл к Германской империи и получил германизированное название Ommerich. В 1918 году после поражения Германии в Первой мировой войне вновь вошёл в состав Франции в департамент Мозель.

## Демография
По переписи 2008 года в коммуне проживало 103 человека.	

## Достопримечательности
- Церковь Сент-Этьен XIX века, памятник истории.